# 見附宿

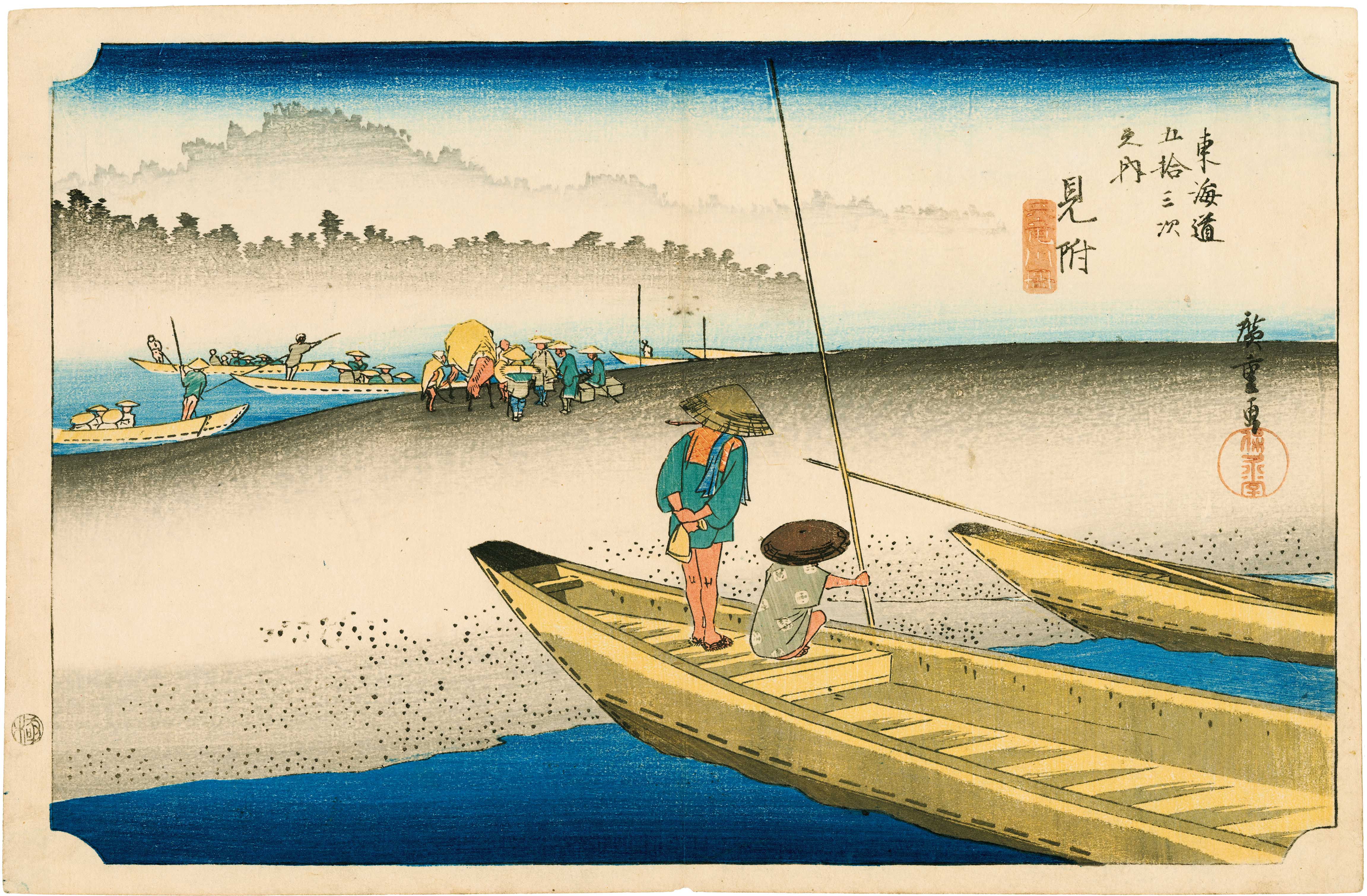
歌川広重『東海道五十三次・見附』

見附宿（みつけしゅく、みつけじゅく） は、東海道五十三次の28番目の宿場である。現在の静岡県磐田市見付付近にあたる。

## 概要
現在の静岡県磐田市中心部。「見附」の名は、水(み)に接する土地であることが由来である。西北方向には一の谷中世墳墓群がある。
もともとは10世紀に遠江国の国府が置かれた土地であるが、鎌倉期には国衙と守護所が置かれ、中世の東海道屈指の規模を持つ宿場町となった。16世紀頃には町人による自治も行われていたが、藩政期に入ると自治権は失われ、単なる宿場町の1つとなっていった。
天竜川の左岸にあたるが、大井川と違って水深があったため主に船が使われており、大井川ほどの難所ではなかった。しかし川止めのときは島田宿などと同様に、足止めされた人々で賑わったとされる。また遠江国分寺や見附天神の門前町であり、本坂通の分岐点でもあった。
江戸時代の東海道は本坂通を通らず、宿の西側から南下して中泉陣屋（代官所）方面に向かい（静岡県道56号が踏襲）、現在の磐田駅の手前で西に折れて天竜川に向かった。
東海道本線敷設にあたり、見附宿の南方の中泉村に中泉駅が設置された。見附と中泉は1940年に合併して磐田町となり、1948年に市制施行した。

## 最寄り駅
- JR東海道本線 磐田駅

## 史跡・みどころ
- 矢奈比賣神社（見付天神）
- 旧見付学校
- 磐田文庫
- 淡海國玉神社

## ギャラリー

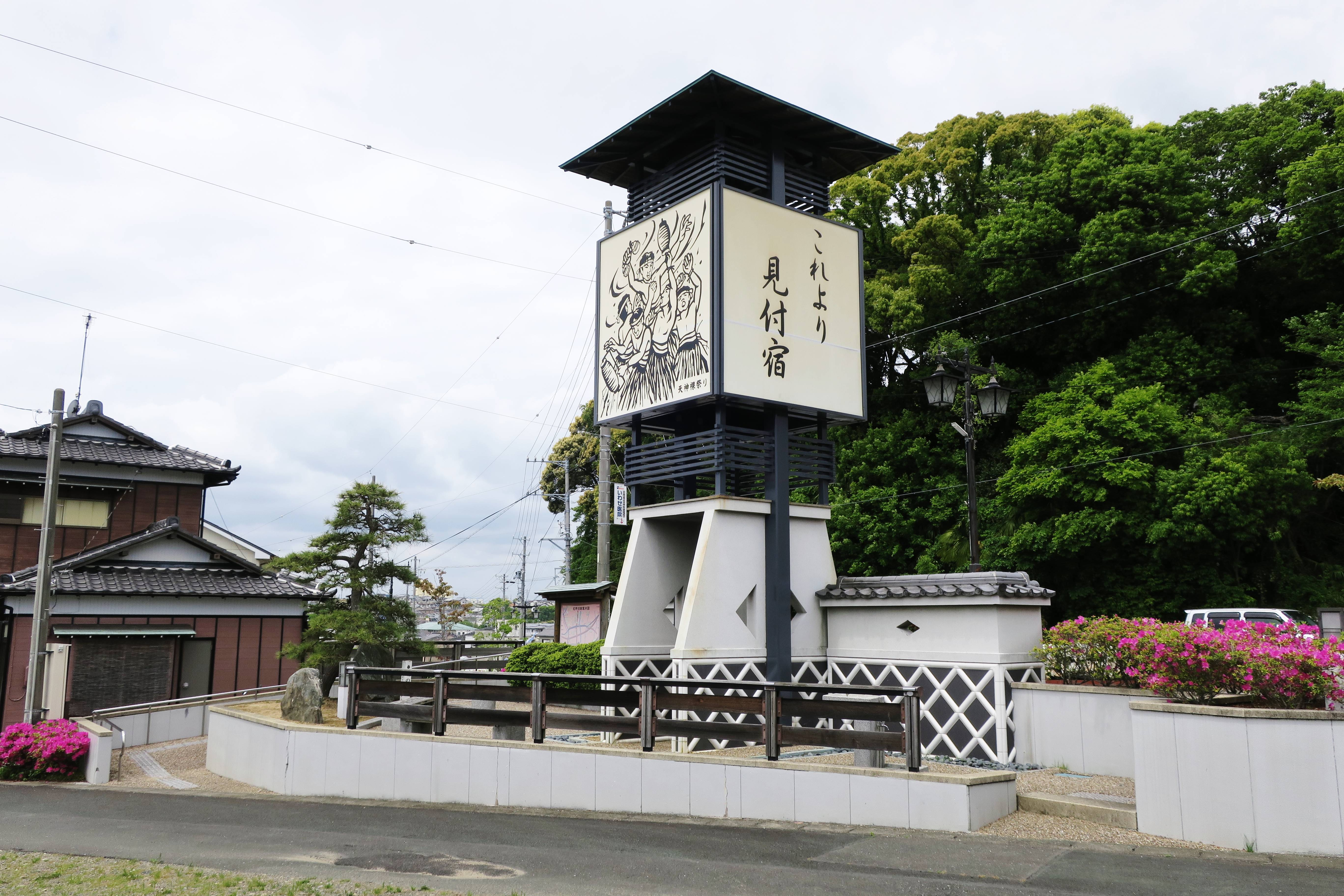
「これより見付宿」
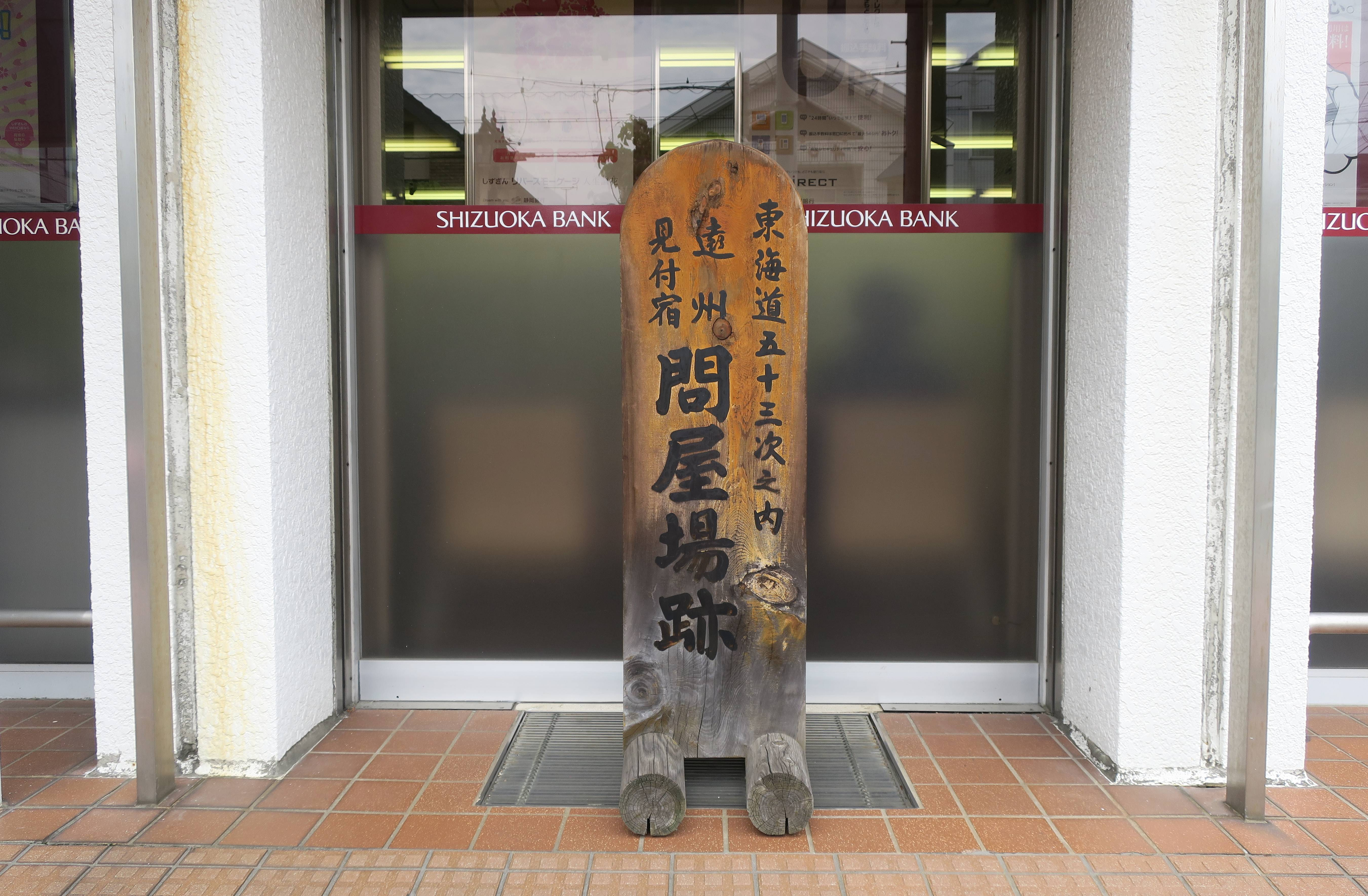
問屋場跡（静岡銀行）
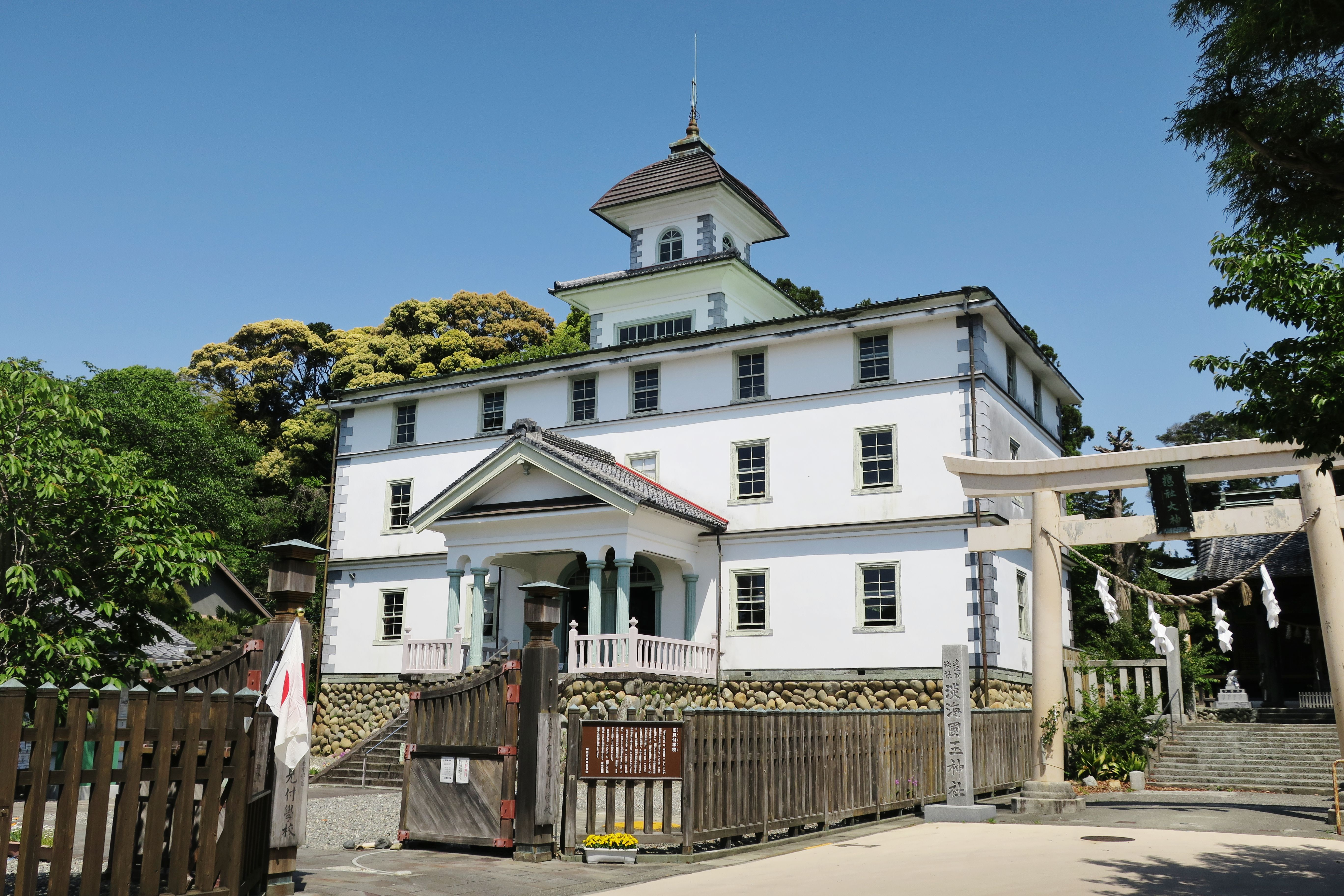
旧見付学校と淡海國玉神社

## 隣の宿
東海道
袋井宿 - 見附宿 - 浜松宿
本坂通(姫街道)
見附宿 - 市野宿